# Josip Uhač
Josip Uhač (* 20. Juni 1924 in Brseč, Königreich der Serben, Kroaten und Slowenen; † 18. Januar 1998 in Rom) war ein Erzbischof der römisch-katholischen Kirche und Diplomat des Heiligen Stuhls.

## Leben
Josip Uhač studierte Philosophie und Theologie in Fiume, Venedig, Gorizia und Rom. Er promovierte sowohl in Katholischer Theologie als auch in Kanonischem Recht und absolvierte eine Ausbildung zur Vorbereitung auf den diplomatischen Dienst. Am 16. April 1949 empfing er das Sakrament der Priesterweihe. Anschließend arbeitete er als Seelsorger in verschiedenen Gemeinden Roms und setzte seine Hochschulstudien fort. Zwischen 1954 und 1970 war er als Sekretär und Berater für die Apostolischen Nuntiaturen in Panama, Ägypten, Deutschland und Spanien tätig.
Papst Paul VI. ernannte Josip Uhač am 23. Juni 1970 zum Titularerzbischof von Tharros und zum Apostolischen Pro-Nuntius in Pakistan. Die Bischofsweihe spendete ihm der Erzbischof von Rijeka, Viktor Burić, am 5. September 1970; Mitkonsekratoren waren Dragutin Nežic, Bischof von Poreč i Pula, und Josip Pavlišic, Koadjutor des Erzbischofs von Rijeka.
Am 7. Oktober 1976 wurde Josip Uhač zum Pro-Nuntius in Kamerun und Apostolischen Delegaten in Äquatorial-Guinea ernannt; am 15. Januar des folgenden Jahres wurde er zusätzlich zum Pro-Nuntius in Gabun ernannt. Papst Johannes Paul II. ernannte ihn am 3. Juni 1981 zum Pro-Nuntius in Zaire und am 3. August 1984 zum Apostolischen Nuntius in der Bundesrepublik Deutschland. Am 21. Juni 1991 wurde er zum Sekretär der Kongregation für die Evangelisierung der Völker ernannt. Von 1991 bis 1995 leitete er die Päpstliche Kommission für Missionsfragen. Josip Uhač sollte im Konsistorium vom 21. Februar 1998 in das Kardinalskollegium aufgenommen werden, starb aber wenige Stunden vor der Bekanntgabe der geplanten Ernennung durch Papst Johannes Paul II. am 18. Januar 1998 in Rom. Er wurde in seinem Geburtsort Brseč (Istrien) beigesetzt.